# Aphrastochthonius patei
Espèce
Aphrastochthonius patei est une espèce de pseudoscorpions de la famille des Chthoniidae.

## Distribution
Cette espèce est endémique du Tamaulipas au Mexique. Elle se rencontre à Padilla dans la grotte Sumidero de Oyamel du Sistema Purificación.

## Description
Le mâle holotype mesure 1,30 mm.

## Étymologie
Cette espèce est nommée en l'honneur de Dale Pate.

## Publication originale
- Muchmore, 1982 : Some new species of pseudoscorpions from caves in Mexico (Arachnida, Pseudoscorpionida). Bulletin of the Texas Memorial Museum, no 28, p. 63-78 (texte intégral).